# Antheraea olivacea
Antheraea olivacea är en fjärilsart som beskrevs av Cockerell 1914. Antheraea olivacea ingår i släktet Antheraea och familjen påfågelsspinnare. Inga underarter finns listade i Catalogue of Life.